# Điều ước Hoàng Phố
Điều ước Hoàng Phố (tiếng Trung: 黄埔条约, tiếng Pháp: Traité de Huangpu hoặc traité de Whampoa) còn gọi Điều lệ thông thương năm cửa Pháp Trung (中法五口通商章程) là một hiệp ước bất bình đẳng được ký giữa Pháp và nhà Thanh. Năm 1844 (Đạo Quang năm thứ 24), đại diện chính phủ nhà Thanh là Tổng đốc Lưỡng Quảng Kỳ Anh, đại diện cho Chính phủ Pháp là Đặc sứ kiêm toàn quyền công sứ Marie Melchior Joseph Théodore de Lagrené tại Ma Cao, hai bên tổ chức đàm phán tngày 24 tháng 10 năm 1844 và ký kết trên tàu chiến "Ejimide" Pháp (L'Archimede) tại cảng Hoàng Phố, Quảng Châu. Trao đổi phê duyệt tại Ma Cao vào ngày 25 tháng 8 năm 1845.

## Tổng quan
Nhà Thanh bị Anh đánh bại trong Chiến tranh nha phiến, đã ký kết với Vương quốc Anh Điều ước Nam Kinh (1842) và sau đó bổ sung Điều ước Hổ Môn. Và vào tháng 7 năm 1844, nhà Thanh đã ký Điều ước Vọng Hạ với Hợp chủng quốc Hoa Kỳ. Trong hoàn cảnh như vậy, vào tháng 10 cùng năm, nhà Thanh đã ký kết với Pháp một điều ước tương tự như các điều ước đã ký với Anh, Mỹ. Điều ước được ký kết ngày 24 tháng 10 gần giống với các điều khoản của Điều ước Nam Kinh và Điều ước Vọng Hạ, và đây cũng là một bản hiệp ước bất bình đẳng bao gồm việc mất các quyền ngoài lãnh thổ và quản lý thuế quan. Điều ước trước tiên quy định quyền tự do của các nhà truyền giáo Công giáo Pháp vào Trung Quốc.

## Điều khoản
Nhà Thanh đã trao các đặc quyền tương tự cho Pháp như đối với Anh trong Hiệp ước Nam Kinh và các hiệp ước khác. Các đặc quyền bao gồm việc mở năm bến cảng cho các thương nhân Pháp, đặc quyền ngoài lãnh thổ của công dân Pháp tại Trung Quốc, một mức thuế cố định đối với thương mại Trung-Pháp và quyền của Pháp đối với lãnh sự quán ở Trung Quốc.
Điều ước có tổng cộng 36 điều, gồm "quy định thuế hải quan". Nội dung chính của điều ước là:
- Người Pháp được thông thương, hưởng các quyền thường trú, thương mại, lãnh sự và neo đậu tàu chiến tại năm cảng thương mại (Quảng Châu, Hạ Môn, Phúc Châu, Ninh Ba, Thượng Hải).
- Trong tương lai, chính quyền nhà Thanh cần thảo luận và đồng ý với chính phủ Pháp để thay đổi thuế hải quan.
- Người Pháp tại Trung Quốc được hưởng quyền xử tội lãnh sự.
- Pháp nhận được chính sách tối huệ quốc.
- Pháp có thể xây dựng các nhà thờ và nghĩa trang Công giáo tại cảng thương mại. Chính quyền nhà Thanh có nghĩa vụ bảo vệ nhà thờ.
- Không xâm phạm tài sản của Pháp, chẳng hạn như lệnh cấm bắt giữ tàu của Pháp.

## Bỏ lệnh cấm Kitô
Mặc dù Thủ tướng Pháp François Guizot chỉ trao cho Lagrené nhiệm vụ đàm phán một hiệp ước thương mại Pháp với Trung Quốc, Lagrené cho rằng nếu chỉ là đơn thuần là hiệp ước thương mại thì không khác gì so với các Điều ước đã ký với Anh và Mỹ. Đồng thời để thể hiện vị thế quốc tế của Pháp nên đàm phàn việc hủy bỏ lệnh cấm Kitô giáo tại Trung Quốc của Hoàng đế Ung Chính từ năm 1724. Ông trở thành người bảo hộ người Công giáo ở Trung Quốc, giống như Pháp ở Levant. Trong khi đàm phán kéo dài với Kỳ Anh, Lagrené phần lớn ủy thác cho thông dịch viên Joseph-Marie Callery đàm phán vấn đề này. Vào tháng 2 năm 1846 Hoàng đế Đạo Quang đã ban hành một sắc lệnh hợp pháp hóa việc thực hành tín ngưỡng Kitô giáo ở Trung Quốc.
Tuy nhiên, chính phủ Trung Quốc đã không công bố hoặc tiết lộ về Điều ước. Trên thực tế ít có ảnh hưởng đến tình hình ở Trung Quốc. Tuy nhiên, các nhà truyền giáo giờ đây có thể được tuyển dụng tại các thành phố cảng, tài sản bị tịch thu trước đây của Giáo hội Công giáo La Mã đã được trả lại và các nhà thờ mới có thể được xây dựng.
Hiệp ước đã cho Pháp một vị thế nhất định là người bảo hộ đầu tiên cho quyền lợi của Cơ đốc giáo và đặc biệt là sứ mệnh Công giáo La Mã ở Trung Quốc trong thế kỷ XIX. Mãi đến Điều ước Bắc Kinh năm 1860, mới được công bố công khai.